# Apotoforma
Apotoforma là một chi bướm đêm thuộc phân họ Tortricinae của họ Tortricidae.

## Các loài
- Apotoforma apatela (Walsingham, 1914)
- Apotoforma cimelia (Diakonoff, 1960)
- Apotoforma cydna Razowski, 1993
- Apotoforma dolosa (Walsingham, 1914)
- Apotoforma epacticta Razowski & Becker, 1984
- Apotoforma fustigera Razowski, 1986
- Apotoforma hodgesi Razowski, 1993
- Apotoforma jamaicana Razowski, 1964
- Apotoforma monochroma (Walsingham, 1897)
- Apotoforma negans (Walsingham, 1897)
- Apotoforma ptygma Razowski, 1993
- Apotoforma rotundipennis (Walsingham, 1897)
- Apotoforma uncifera Razowski, 1964
- Apotoforma viridans Razowski & Becker, 2003